# Sergej Kornilaev
Sergej Grigor'evič Kornilaev (in russo Сергей Григорьевич Корнилаев?; 20 febbraio 1955) è un ex lottatore russo, fino al 1991 sovietico, specializzato nella lotta libera.

## Palmarès

### Olimpiadi
- 1 medaglia:
  - 1 bronzo (Mosca 1980 nei pesi mosca-leggeri)